# Discothyrea turtoni
Discothyrea turtoni é uma espécie de formiga do gênero Discothyrea, pertencente à subfamília Proceratiinae.